# コンフィエンツァ
コンフィエンツァ（伊: Confienza）は、イタリア共和国ロンバルディア州パヴィーア県にある、人口約1,600人の基礎自治体（コムーネ）。

## 地理

### 位置・広がり

#### 隣接コムーネ
隣接するコムーネは以下の通り。括弧内のNOはノヴァーラ県 所属を示す。
- カザリーノ (NO)
- グラノッツォ・コン・モンティチェッロ (NO)
- パレストロ
- ロッビオ
- ヴェスポラーテ (NO)
- ヴィンツァーリオ (NO)

### 気候分類・地震分類
気候分類では、zona E, 2614 GGに分類される。
また、イタリアの地震リスク階級 (it) では、zona 4 (sismicità molto bassa) に分類される
。